# Grafschaft Vertus

Provinzen Frankreichs (1477). Die Grafschaft Vertus als Enklave in der zur Krondomäne gehörenden Champagne.

Die Grafschaft Vertus um dem Hauptort Vertus im heutigen Département Marne war ursprünglich eine einfache Seigneurie im Besitz des Erzbischofs von Reims. Mitte des 10. Jahrhunderts ging sie an Graf Heribert II. von Vermandois, später – über dessen Tochter Liutgard – an die Grafen von Champagne. Mit Ludwig von Frankreich, der 1305 unter anderem die Champagne erbte und 1314 als Ludwig X. König von Frankreich wurde, fiel auch Vertus an die Krone.
König Philipp VI. gab Vertus als Grafschaft an seinen jüngsten Sohn Philipp, der 1375 kinderlos starb. Nach ihm erhielt Isabella von Frankreich († 1372) die Grafschaft, die jüngste Tochter des Königs Johann II., und damit ihr Ehemann Gian Galeazzo Visconti († 1402). Über die Tochter der beiden, Valentina Visconti, kam die Grafschaft dann an deren Ehemann, Herzog Ludwig von Orléans († 1407) und dann an dessen Sohn Philipp (* 1396, † 1420).
Diesem folgte sein Halbbruder Johann von Orléans († 1468), der die Grafschaft mit seinem anderen Halbbruder, Herzog Karl von Orléans, gegen die Grafschaft Dunois tauschte. Karl von Orléans gab Vertus dann noch 1420 seiner Schwester Margarete von Orléans († 1466), die die Grafschaft durch ihre Ehe mit Richard von Bretagne, Graf von Étampes, und ihren gemeinsamen Sohn, Franz II., in das bretonische Herzogshaus einbrachte.
Mit der Bretagne fiel die Grafschaft Vertus schließlich endgültig an die französische Krone.
Herzog Franz II. ernannte seinen Bastardsohn François (dessen Mutter Antoinette de Maignelais war, eine ehemalige Mätresse des Königs Karl VII.) zum Grafen von Vertus und Goëllo. Dessen Nachkommen trugen den Titel bis zu ihrem Aussterben 1746.

## 14.–15. Jahrhundert
- Gian Galeazzo Visconti (1351–1402), Herzog von Mailand
- Valentina Visconti (1368–1408), dessen Tochter; ⚭ 1389 Herzog Ludwig von Orléans (1372–1407)
- Philippe d’Orléans (1396–1420), dessen Sohn
- Marguerite d’Orléans (um 1405–1466), dessen Schwester; ⚭ Richard de Bretagne (1395–1438), Comte d’Étampes, de Benon et de Mantes
- François II. (1435–1488), dessen Sohn, Titulargraf von Étampes, dann Herzog von Bretagne, Earl of Richmond, Comte de Vertus

Wappen der Visconti
Wappen Philippe d’Orléans'
Wappen Richards von Bretagne
Wappen Franz’ II. von Bretagne

## Das zweiteHaus Avaugour

Wappen des François I. d’Avaugour (Bastardlinie der Herzöge der Bretagne)

- François I. d’Avaugour (1462–1510), 1480 Baron d’Avaugour, 1. Baron de Bretagne, 1485 bretonischer Comte de Vertus et de Goello, Seigneur de Clisson etc., Sohn von Herzog Franz II. von Bretagne und Antoinette de Maignelais; ⚭ 1492 Madeleine de Brosse, genannt de Bretagne, Tochter von Jean III., Graf von Penthièvre (Haus Brosse) – die Nachkommen von François I. und Madeleine de Brosse führen den Familiennamen „d’Avaugour, dit de Bretagne“
- François II. d’Avaugour (1493–1517), deren Sohn, 2. Comte de Vertus et de Goello, 2. Baron d’Avaugour; ⚭ Madeleine d’Astarac, Tochter des Grafen Jean IV.
- François III. d’Avaugour († 1549), deren Sohn, 3. Comte de Vertus et de Goello, Comte de Chelannes, 3. Baron d’Avaugour; ⚭ Charlotte de Pisseleu, keine Nachkommen
- Odet d’Avaugour († 1598), dessen Bruder, 1544–1548 Bischof von Saintes, 1548 4. Comte de Vertus et de Goello, 4. Baron d’Avaugour; ⚭ Renée de Coesmes, Tochter von Charles III., Vicomte de Saint-Nazaire – die Nachkommen von Odet und Renée führen den Familiennamen „de Bretagne“
- Charles d’Avaugour († 1608), deren Sohn, 5. Comte de Vertus et de Goello, 5. Baron d’Avaugour; ⚭ Philippe, Vicomtesse de Guiguen
- Claude I. d’Avaugour (1581–1637), deren Sohn, 6. Comte de Vertus et de Goello, 6. Baron d’Avaugour; ⚭ Catherine Fouquet, Tochter von Guillaume Fouquet, Marquis de la Varenne
- Louis d’Avaugour († 1669), dessen Sohn, 7. Comte de Vertus et de Goello, 7. Baron d’Avaugour; ⚭ I Françoise de Daillon, Tochter von Timoléon, Comt du Lude (Haus Daillon); ⚭ II Françoise Louise de Balzac, Tochter von Henri, Comte de Clermont-d’Entragues (Haus Balzac) – ohne Nachkommen
- Claude II. d’Avaugour (1629–1699), dessen Bruder, 1. Marquis d’Avaugour, 1669 8. Comte de Vertus et de Goello; ⚭ Anne Judith Le Lièvre, Tochter von Thomas, Marquis de La Grange
- Armand-François d’Avaugour (1682–1734), dessen Sohn, 1699 9. Comte de Vertus et de Goello, 9. Baron d’Avaugour, 1719 Marschall von Frankreich;
- Henri-François d’Avaugour (1685–1746), dessen Bruder, 1734 10. und letzter Comte de Vertus et de Goello, 10. Baron d’Avaugour; ⚭ I Madeleine d’Aligre, Tochter von Étienne; ⚭ II Marie-Madeleine Charette de Montebert, Tochter von Gilles – keine Nachkommen